# Alfonso Peña Chepe
Alfonso Peña Chepe (Caldono, 25 de abril de 1964) es un líder indígena colombiano. Participó en la Asamblea Nacional Constituyente de 1991, en representación del desmovilizado Movimiento Armado Quintín Lame.

## Biografía
Miembro de la comunidad indígena paez. Hermano del último comandante del  Movimiento Armado Quintín Lame Jesús Elbio Peña Chepe, alias ‘Gildardo’,el movimiento armado se desmovilizó el 27 de mayo de 1991 y Peña Chepe fue elegido como representante del mismo ante la Asamblea Nacional Constituyente de 1991, tras su desmovilización en el mismo año.Siendo uno de los tres representantes indígenas en la misma. Siguió haciendo parte de la representación política indígena, con la Fundación Sol y Tierra. Participó en la creación del Cabildo indígena Kiwe ‘Wejxia. Hace parte de la Mesa Permanente de Concertación Nacional con los pueblos y organizaciones indígenas.